# أوليفييه جاك
أوليفييه جاك (بالفرنسية: Olivier Jacque)‏ هو متسابق دراجات نارية فرنسي فاز ببطولة سباق الجائزة الكبرى للدراجات النارية. نافس في سباقات بطولة العالم لفئة 500 سي سي ولفئة 250 سي سي ولفئة 50 سي سي. كما شارك في بطولة العالم للموتو جي بي.

## البطولات
- سباق الجائزة الكبرى للدراجات النارية 2000

## روابط خارجية
- أوليفييه جاك على موقع MotoGP.com (الإنجليزية)